# Леонтенко, Гитана Аркадьевна
Гитана Аркадьевна Леонтенко (род. 18 августа 1935 года) — советская цирковая артистка, танцовщица на лошади.

## Биография
Родилась 18 августа 1935 года в цирковой семье: мать — наездница и танцовщица Гитана Георгиевна Леонтенко (выступала под псевдонимом Ночка), отец — воздушный гимнаст.
С 1944 года начала выступать в Цыганском цирковом коллективе, в начале — с пластическими этюдами, партнёром в которых был Э. И. Середа. С 1950 года выступала как танцовщица на лошади (амплуа — гротеск-наездница). Отличаясь высокой пластичностью, одухотворённым артистизмом и большим темпераментом, исполняла сложные танцы на спине лошади без использования площадки, при этом в трюках нередко присутствовал элемент импровизации.
«Лошадь покрывали чепраком, то есть короткой попоной. И встав на стремительно бегущего коня, артистка высоко прыгала, то изгибаясь назад, то соединяя впереди руки и ноги. Она ездила стоя спиной к голове лошади, совершала в воздухе пируэты, и все это без всяких пауз. <…> А в финале она пролетала через заклеенный с двух сторон обруч, да так ловко, что в одно мгновение оказывалась в длинном, широком, пестром цыганском платье. Словом, она исполняла репертуар лучших наездниц, а трюк с платьем следует определить как уникальный». (Юрий Дмитриев)
Участвовала в таких постановках Цыганского циркового коллектива, как «Свадьба в таборе», «Праздник винограда», «Под цыганским шатром».
Участвовала в представлениях Московского цирка «Карнавал на Кубе» (1962, Кончита) и «Бахчисарайская легенда» (1963, Зарема).
С 1967 года выступала в программах и пантомимах различных цирков.
Снималась в фильмах «Арена смелых» (1953), «Конный цирк», «Чрезвычайное поручение» и других.
После рождения дочери Марии Гитана Аркадьевна была вынуждена закончить активную цирковую карьеру.

## Личная жизнь
- Имела близкие отношения с актёром Сергеем Гурзо (1926—1974)[5] и канатоходцем Магомедом Магомедовым (1930—1994).
- В 1963 году вышла замуж за актёра Алексея Баталова (1928—2017).
  - Дочь Мария (род. 1968), с рождения страдает детским церебральным параличом. Окончила сценарный факультет ВГИКа, занимается литературным трудом[4].

Осенью 2020 года вдова артиста обратилась в полицию с просьбой возбудить уголовное дело в отношении юриста Михаила Цивина и его супруги, актрисы Наталии Дрожжиной. Гитана Аркадьевна заявила, что пара обманным путём завладела большей частью её недвижимости и средствами, хранившимися на банковских счетах. В октябре стало известно, что следственный комитет признал Гитану Аркадьевну и её дочь потерпевшими в деле о мошенничестве, что стало поводом для дальнейшего расследования.

## Фильмография
1. 1953 — «Арена смелых» — эпизод
2. 1964 — Соберите Венеру (короткометражный)
3. 1965 — «Чрезвычайное поручение» — эпизод
4. 1966 — «В городе С.»
5. 1969 — «Старый знакомый»